# Number 1's (Mariah Carey)
#1's è una compilation della cantautrice statunitense Mariah Carey, pubblicata il 16 novembre 1999 dalla Columbia.
Al suo interno sono compresi i tredici singoli della cantante che fino ad allora hanno raggiunto la vetta della classifica ufficiale americana, la Billboard Hot 100 oltre che a degli inediti. La raccolta ha avuto un grande successo in tutto il mondo, in America è stato certificato 5 volte platino per aver venduto oltre 5 milioni di copie mentre in Giappone rimane tuttora l'album più di successo per un artista occidentale. Si stima abbia venduto 15 milioni di copie nel mondo.

## Tracce
1. Sweetheart (feat. Jermaine Dupri) – 4:25 (Rainy Davis, Peter Warner)
2. When You Believe (feat. Whitney Houston) – 4:36 (Stephen Schwartz, Babyface)
3. Whenever You Call (feat. Brian McKnight) – 4:23 (Mariah Carey, Walter Afanasieff)
4. My All – 3:52 (Mariah Carey, Walter Afanasieff)
5. Honey – 5:00 (Mariah Carey, Sean Combs, Kamaal Fareed, Steven Jordan, Stephen Hague, Bobby Robinson, Larry Price, Malcolm McLaren)
6. Always Be My Baby – 4:20 (Mariah Carey, Jermaine Dupri, Manuel Seal Jr.)
7. One Sweet Day (feat. Boyz II Men) – 4:42 (Mariah Carey, Walter Afanasieff, Michael McCary, Nathan Morris, Wanya Morris, Shawn Stockman)
8. Fantasy (feat. Ol' Dirty Bastard) – 4:54 (Mariah Carey, Chris Frantz, Tina Weymouth, Dave Hall, Adrian Belew, Steven Stanley)
9. Hero – 4:20 (Mariah Carey, Walter Afanasieff)
10. Dreamlover – 3:54 (Mariah Carey, Dave Hall)
11. I'll Be There (feat. Trey Lorenz) – 4:25 (Berry Gordy, Bob West)
12. Emotions – 4:10 (Mariah Carey, David Cole, Robert Clivillés)
13. I Don't Wanna Cry – 4:49 (Mariah Carey, Narada Michael Walden)
14. Someday – 4:08 (Mariah Carey, Ben Margulies)
15. Love Takes Time – 3:49 (Mariah Carey, Ben Margulies)
16. Vision of Love – 3:31 (Mariah Carey, Ben Margulies)
17. I Still Believe – 3:56 (Antonina Armato, Giuseppe Cantarelli)

## Classifiche

### Classifiche settimanali
| Classifica (1998-00) | Posizione massima |
| -------------------- | ----------------- |
| Australia            | 6                 |
| Austria              | 6                 |
| Belgio (Fiandre)     | 11                |
| Belgio (Vallonia)    | 6                 |
| Canada               | 6                 |
| Danimarca            | 6                 |
| Europa               | 5                 |
| Finlandia            | 9                 |
| Germania             | 10                |
| Giappone             | 1                 |
| Irlanda              | 10                |
| Malaysia             | 1                 |
| Norvegia             | 6                 |
| Nuova Zelanda        | 13                |
| Paesi Bassi          | 15                |
| Regno Unito          | 10                |
| Spagna               | 5                 |
| Stati Uniti          | 4                 |
| Svezia               | 8                 |
| Svizzera             | 3                 |
| Taiwan               | 1                 |
| Ungheria             | 15                |

### Classifiche di fine anno
| Classifica (1998) | Posizione |
| ----------------- | --------- |
| Australia         | 43        |
| Belgio (Fiandre)  | 62        |
| Belgio (Vallonia) | 55        |
| Giappone          | 24        |
| Regno Unito       | 30        |
| Classifica (1999) | Posizione |
| Austria           | 43        |
| Belgio (Fiandre)  | 64        |
| Belgio (Vallonia) | 25        |
| Danimarca         | 90        |
| Germania          | 35        |
| Giappone          | 11        |
| Paesi Bassi       | 62        |
| Regno Unito       | 95        |
| Svizzera          | 29        |